# فرودگاه کشالین-زگرز پومورسکی
فرودگاه کشالین-زگرز پومورسکی  (به انگلیسی: Koszalin-Zegrze Pomorskie Airport) (به زبان بومی: Port Lotniczy Koszalin-Zegrze Pomorskie) یک فرودگاه همگانی مسافربری با کد یاتا OSZ است که یک باند فرود بتن دارد و طول باند آن ۲۴۰۰ متر است. این فرودگاه در شهر کشالین کشور لهستان قرار دارد .